# Shadow World – Bag om den internationale våbenhandel
|  | Denne artikel er oprettet af botten Steenthbot ud fra en ekstern database. Den kan derfor have sproglige fejl eller mangler. Denne skabelon kan fjernes efter kontrol af indholdet. |

Shadow World – Bag om den internationale våbenhandel er en dansk dokumentarfilm fra 2016 instrueret af Johan Grimonprez.

## Handling
Gennem interviews med whistleblowers, efterforskere, anklagere samt insidere fra både militæret og militærindustrien, viser 'Shadow World' hvordan våbenhandlen, med vores politiske ledere som villige mellemmænd, er drivkraften bag krig.
Resultatet er en verden, hvor det politiske demokrati korrumperes i jagten på en fed kommission, og hvor synet af en klar, blå himmel for nogle ikke længere er fredfyldt: Det er optimale omstændigheder for tilbagevendende bombende droner.
'Shadow World' giver publikum en mulighed for at gennemskue de skjulte dagsordener bag enhver krig, i håbet om en sikrere fremtid. Filmen afslører virkeligheden bag den globale våbenhandel – en branche, som tæller sin profit i milliarder og sine tab i menneskeliv.

## Medvirkende
- Andrew Feinstein
- Franklin C. Spinney
- David Leigh
- Cynthia Mckinney
- Helen Garlick
- Michael Hardt
- Riccardo Privitera
- James der Derian
- Pierre Sprey
- Robert Fisk
- Vijay Prashad
- Jeremy Scahill
- David Lawley-Wakelin
- Marta Benavides
- Muntazer Al-Zadi
- Lawrence Wilkerson
- Trita Parsi
- Chris Hedges
- Wesley Clark
- Shir Hever